# Kirkcaldy
Kirkcaldyⓘ [kɪrˈkɔːdi] ist eine Hafenstadt in Schottland. Die Stadt liegt an der Ostküste am Firth of Forth, gegenüber der Hauptstadt Edinburgh. Zusammen mit dem benachbarten Dysart leben in Kirkcaldy 49.706 Personen. Damit ist sie größte Stadt in der Council Area Fife, deren Hauptstadt aber Glenrothes ist. Der Name Kirkcaldy leitet sich wahrscheinlich aus den britannischen Wörtern cear (Festung) und caled (fest) sowie dem gälischen Wort dun (ebenfalls Festung) ab. Eine andere Deutung mit dem schottischen Wort kirk (Kirche) und dem Orden der Culdeer gilt heute als weniger wahrscheinlich.

## Geschichte
Erstmals wurde Kirkcaldy im Jahr 596 erwähnt, als die Schlacht von Raith westlich des Ortes stattgefunden haben soll. 1364 wurde es den Mönchen des Dunfermline Abbey geschenkt. Ende des 19. Jahrhunderts war Kirkcaldy das Weltzentrum der Linoleum-Herstellung. Bis in die Gegenwart beherbergt es noch eines der letzten vier verbliebenen Werke in Europa (Forbo). Heute ist es eine moderne Industrie- und Einkaufsstadt.

## Verkehr
Die Kirkcaldy nördlich passierende A92 (Dunfermline–Stonehaven) schließt die Stadt an das Fernstraßennetz an. Mit der A910, der A915, der A921 und der A955 verlaufen vier weitere A-Straßen über das Stadtgebiet. Bereits im 19. Jahrhundert erhielt Kirkcaldy einen eigenen Bahnhof an der Hauptstrecke der North British Railway. Er ist bis heute in Betrieb und wird von verschiedenen ScotRail-Zuglinien, darunter der Edinburgh to Aberdeen Line, der Fife Circle Line und dem von Serco betriebenen Caledonian Sleeper bedient.

## Medien
Die Fife Free Press ist eine wöchentliche Zeitung, die jeden Donnerstag erscheint. Sie enthält lokale Nachrichten, einen Sportteil, das Theater- und Kinoprogramm, einen Stellenmarkt sowie eine Seite über Schulprojekte.
Die Fife Herald & Post ist eine kostenlose Zeitung, die jede Woche an alle Haushalte verteilt wird.

## Sport
Die Raith Rovers spielen in der Scottish League One, der dritthöchsten Spielklasse im schottischen Fußball. Der Verein trägt seine Heimspiele im Stark’s Park aus.
Ihr größter Rivale ist Dunfermline Athletic, ebenfalls aus Fife. Außerdem besitzt die Stadt mit den 1938 gegründeten Fife Flyers den ältesten noch existierenden professionellen Eishockeyclub des Vereinigten Königreichs. Kirkcaldy war unter anderem einer der Austragungsorte bei der Frauen-Rugby-Union-Weltmeisterschaft 1994.

## Kultur
In Kirkcaldy befindet sich die Fife Opera.

## Persönlichkeiten

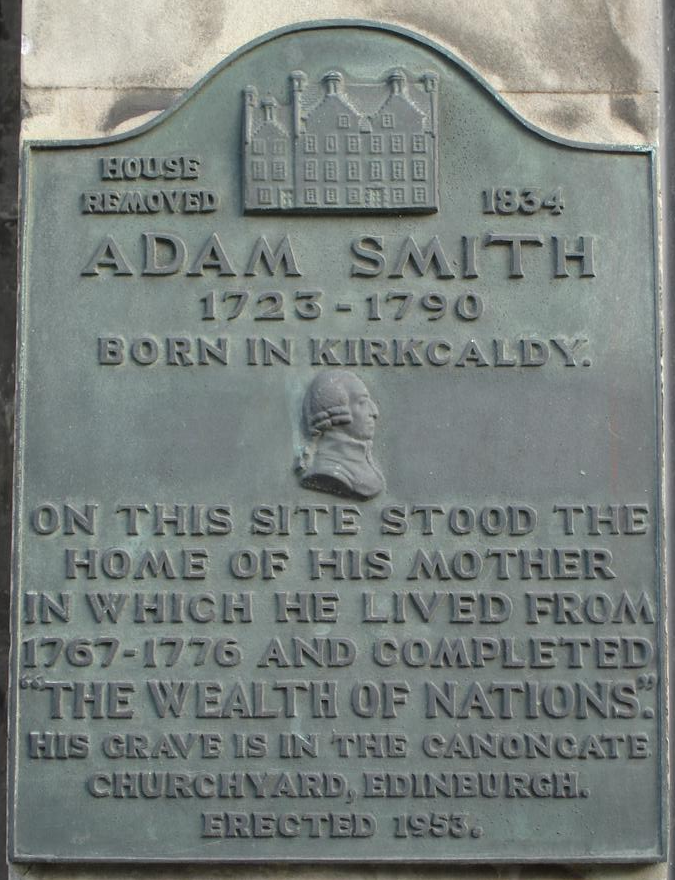
Gedenktafel an dem Haus, in dem Adam Smith The Wealth of Nations schrieb.

- Adam Smith (1723–1790), Begründer der klassischen Nationalökonomie
- James Adam (1732–1794), Architekt und Möbeldesigner
- Robert Adam (1728–1792), Architekt
- William Adam (1689–1748), Architekt
- John Philip (1775–1851), Missionar, Bürgerrechtler und Direktor der London Missionary Society
- Michael Nairn (1804–1858), Unternehmer und Produzent für Baumwolle und Bodenbeläge
- Sir Sandford Fleming (1827–1915), kanadischer Ingenieur
- Michael Barker Nairn (1838–1915), Unternehmer und Produzent für Baumwollwaren und Bodenbeläge
- John Muirhead Macfarlane (1855–1943), Botaniker
- Sir Ronald Munro-Ferguson, 1. Viscount Novar (1860–1934), 6. Generalgouverneur Australiens
- Andrew Weir, 1. Baron Inverforth (1865–1955), Reder und Politiker
- John Braid (1869–1960), Cricketspieler
- Michael Nairn (1874–1952), Unternehmer und Produzent für Baumwollwaren und Bodenbeläge
- William Elgin Swinton (1900–1994), Paläontologe
- John Thomson (1909–1931), Fußballtorhüter
- Archibald Garden Wernham (1916–1989), Philosoph
- Bertha Wilson (1923–2007), kanadische Rechtsanwältin und Richterin
- Alex Wright (1925–1999), Fußballspieler
- Jim Clunie (1933–2003), Fußballspieler und Trainer
- David Steel (* 1938), Politiker (Liberal Party)
- Jackie Leven (1950–2011), Singer-Songwriter und Komponist
- Jocky Wilson (1950–2012), Dartspieler
- Gordon Brown (* 1951), britischer Premierminister – geboren in Glasgow, aufgewachsen in Kirkcaldy, Abgeordneter für Kirkcaldy and Cowdenbeath
- Meg Ritchie (* 1952), Diskuswerferin und Kugelstoßerin
- Bob Ross (* 1954), Dirigent
- Val McDermid (* 1955), Krimiautorin
- Ken McNaught (* 1955), Fußballspieler
- Gordon Brand Junior (1958–2019), Profigolfer der European Tour
- Ian Rankin (* 1960 in Cardenden nahe Kirkcaldy), Krimiautor
- David Torrance (* 1961), Politiker
- Douglas Dryburgh (* 1966), Curler
- Colin Cameron (* 1972), Fußballspieler
- Peter Dumbreck (* 1973), Automobilrennfahrer
- Shirley-Anne Somerville (* 1974), Politikerin
- Guy Berryman (* 1978), Bassist der Band Coldplay
- Tam Courts (* 1981), Fußballspieler und -trainer
- Lewis Stevenson (* 1988), Fußballspieler
- Patrick MacHugh (* 1992), Badmintonspieler
- Emma Mitchell (* 1992), Fußballspielerin
- David Bates (* 1996), Fußballspieler
- Oliver Burke (* 1997), Fußballspieler
- Kathleen Dawson (* 1997), Schwimmerin
- Anthony McDonald (* 2001), Fußballspieler
- Kieron Bowie (* 2002), Fußballspieler
- Miller Thomson (* 2004), Fußballspieler

## Städtepartnerschaften
- Ingolstadt (Deutschland) seit 1962